# سيسيل (التربة)

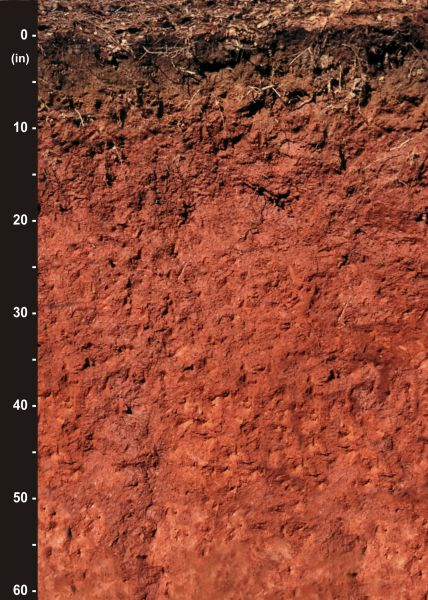

تم رسم خريطة تجربتها في الأصل في مقاطعة سيسيل بولاية ماريلاند في عام 1899، وتضم أكثر من 10 ملايين فدان (40000 هكتار). تم الآن رسم خريطة لحوالي (كم 2) من سلسلة تربة سيسيلCecil) soil s) (التربة الناعمة الكاولينية الحرارية التقليدية) في منطقة بيدمونت في جنوب شرق الولايات المتحدة. وتمتد مساحتها من فرجينيا عبر كارولينا الشمالية (حيث تعد تربة الولاية)، وكارولينا الجنوبية، وجورجيا وألاباما، مع وجود بيدون سيسيل النموذجي الواقع في مقاطعة فرانكلين، كارولينا الشمالية.
تطورت سلسلة سيسيل على الصخور النارية مثل الجرانيت، والصخور المتحولة التي تشبه الجرانيت كيميائيًا. تربة فيرجن سيسيل تدعم الغابات التي تهيمن عليها أشجار الصنوبر والبلوط والجوز، ولها تربة سطحية من الطمي الرملي البني. تتكون التربة السطحية من طين أحمر يهيمن عليه الكاولينيت ويحتوي على كمية كبيرة من الميكا. هناك عدد قليل من تربة سيسيل التي لا تزال في حالتها البكر، حيث تم زراعة معظمها في وقت أو آخر. لقد أدت الإدارة غير المبالية للأراضي إلى تضرر العديد من مناطق تربة سيسيل بسبب فقدان تربتها السطحية من خلال تآكل التربة، مما أدى إلى كشف التربة الطينية الحمراء. هذا الطين قابل للزراعة، ويستجيب بشكل جيد للإدارة الدقيقة، ويدعم النمو الصحي للصنوبر حيث يُسمح له بالعودة إلى الغابة. مثل غيرها من الطينات الطينية جيدة التصريف، فهي مثالية للتطوير الحضري؛ ومع ذلك، على غرار غيرها من الطينات الطينية التي يهيمن عليها الكاولينيت، فإن قدرتها على التعافي من ضغط التربة ضئيلة. يعتبر إجمالي البوتاسيوم في Cecil أعلى من المعتاد بالنسبة لـ Ultisols بسبب وجود الميكا.